# 五式雷撃艇
五式雷撃艇（ごしきらいげきてい）は、大日本帝国陸軍が試作した小型魚雷艇。本項では準同型艇である五式砲撃艇（ごしきほうげきてい）についても取り扱う。双方ともに対着上陸作戦における使用を想定されていた。

## 概要
戦局が日本側に不利となった太平洋戦争後期、日本陸軍はフィリピン諸島や日本本土への連合国部隊の上陸が実施される可能性が高まった事を受け、本艇を始めとする数種類の沿岸用決戦舟艇を考案・計画した。
本艇は敵の上陸用舟艇を水際で迎撃する事を目的としたもので、艇体のサイズは小型ボートと同等であり、機関は自動車用の物を流用している。乗員は2名。武装として五式雷撃艇は両舷に簡易魚雷二発を、五式砲撃艇は艇首に20mm自動砲を、艇尾に20連装ロケット砲を装備している。1945年（昭和20年）6月末に試作が完了したが、量産化は行われず計画は終了した。

### 簡易魚雷
五式雷撃艇などの決戦舟艇の武装として開発された簡易兵器。火薬ロケットを推進材として水面上を滑走するものであり、魚雷と言うよりは超小型の無人自爆舟艇と言うべき構造を持つ。胴体は合板製。

## 諸元
- 排水量：2.99t（五式雷撃艇）、2.55t（五式砲撃艇）
- 全長：7m
- 機関：自動車用機関、3基3軸
- 最大速力：22～24ノット
- 航続距離：100海里
- 武装：
  - 簡易魚雷2発（五式雷撃艇）
  - 20mm自動砲1門（五式砲撃艇）
  - 20連装ロケット砲1基（五式砲撃艇）
- 乗員：2名